# Partido Comunista (Reconstruído)
O Partido Comunista (Reconstruído) - PC(R), foi um partido político português de extrema-esquerda, criado em 1975.
Definia-se como um partido político revolucionário do proletariado seguindo a doutrina marxista-leninista.
Publicava o jornal "Bandeira Vermelha", órgão central do PC(R) e também a revista "Comunismo", a sua revista teórica e política.
Esteve tradicionalmente próximo e em cooperação com a União Democrática Popular.

## História

### O Partido Comunista Português (Reconstruído)
O Partido Comunista Português (Reconstruído) - PCP(R) nasce a 27 de dezembro de 1975, da união do Comité Marxista-Leninista Português (CMLP), da Organização para a Reconstrução do Partido Comunista (marxista-leninista) - ORPC(ML) e de uma parte, a maioria, com fortes bases no Porto, da Organização Comunista Marxista-Leninista Portuguesa (OCMLP).

### O Partido Comunista (Reconstruído)
Inscreve-se oficialmente como partido no STJ em 1981, com a denominação de "Partido Comunista (Reconstruído)", vindo a concorrer a eleições em 1983, 1985 e 1987. Em 1992 transforma-se na associação "Comunistas pela Democracia e Progresso", vindo a integrar-se na UDP.

Símbolo utilizado pelo PC(R) a partir de 1981.

### Cronologia
- 27 de dezembro de 1975 - Congresso de reconstituição do PCP(R)[2]
- 3 de fevereiro de 1981 - inscrição oficial do PC(R) no STJ[3]

- 5 de junho de 1992 - início do Congresso de extinção do PC(R)[4]
- 7 de agosto de 2002 - anotada a dissolução do partido no TC[4]

### Ala jovem
A ala jovem do Partido Comunista (Reconstruído) era a União da Juventude Comunista Revolucionária, o seu primeiro congresso foi realizado em 1977, esta sendo extinta quando o PC(R) deixou a sua atividade politica como partido nos anos 90.

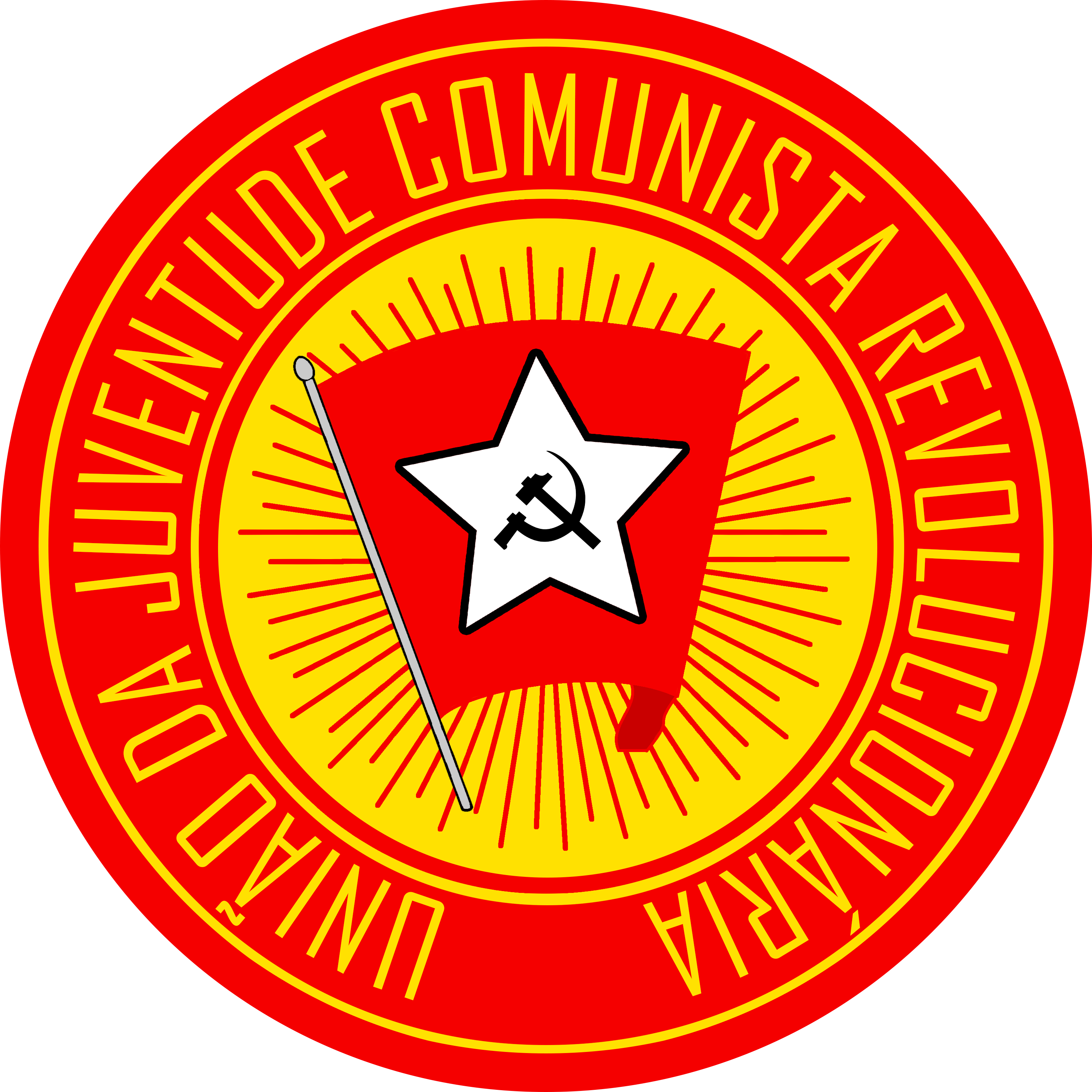
Símbolo da União da Juventude Comunista Revolucionária
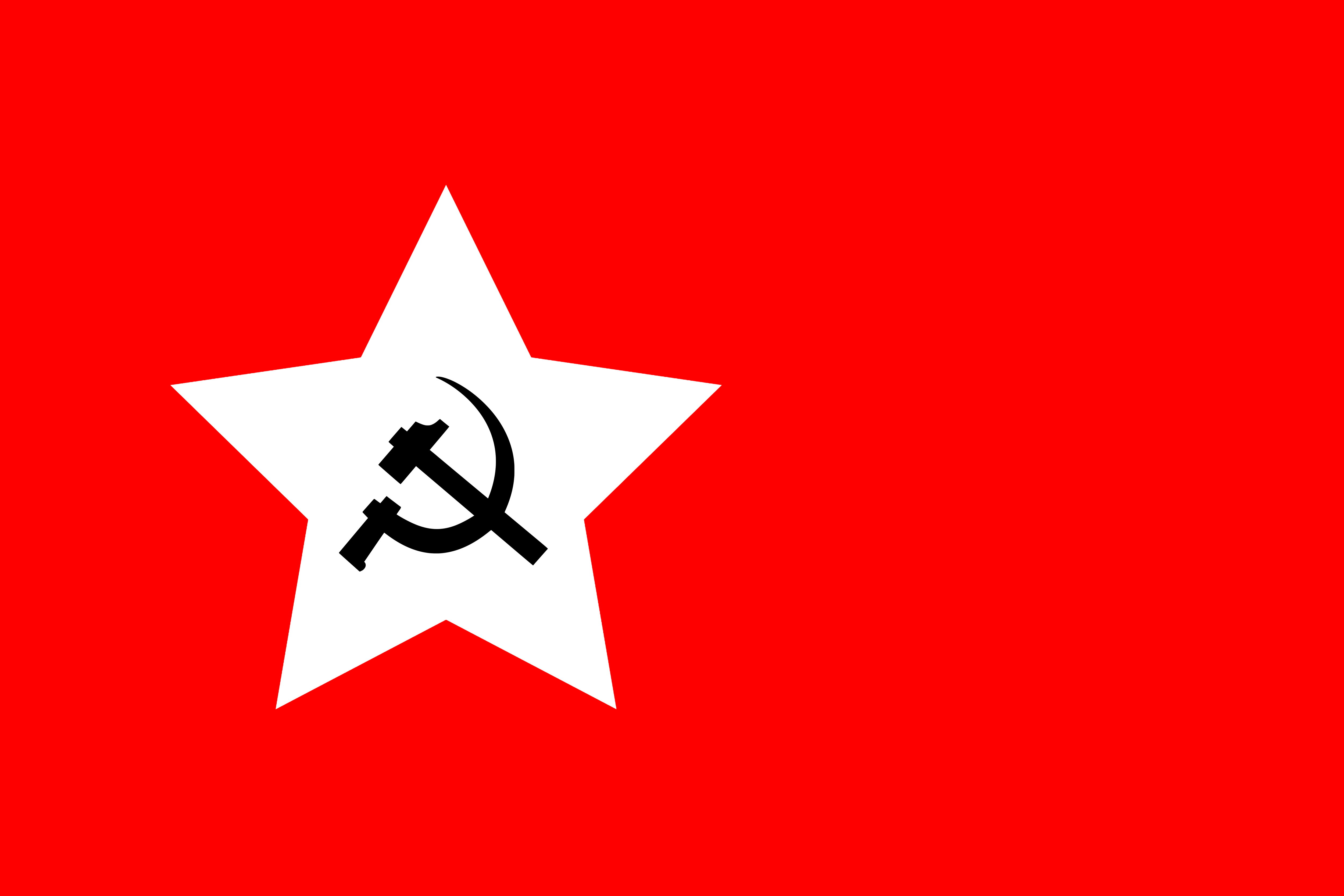
Bandeira da União da Juventude Comunista Revolucionária

## Resultados eleitorais

### Eleições legislativas
| Data | Líder | CI.  | Votos  | %             | +/-  | Deputados | +/-     | Status            |
| ---- | ----- | ---- | ------ | ------------- | ---- | --------- | ------- | ----------------- |
| 1983 |       | 15.º | 86     | 0,00 / 100,00 |      | 0 / 250   |         | Extra-parlamentar |
| 1985 |       | 11.º | 12 749 | 0,22 / 100,00 | 0,22 | 0 / 250   | Estável | Extra-parlamentar |
| 1987 |       | 12.º | 18 544 | 0,33 / 100,00 | 0,11 | 0 / 250   | Estável | Extra-parlamentar |

### Eleições europeias
| Data | Cabeça de Lista | CI.  | Votos  | %             | +/- | Deputados | +/- |
| ---- | --------------- | ---- | ------ | ------------- | --- | --------- | --- |
| 1987 |                 | 11.º | 24 060 | 0,43 / 100,00 |     | 0 / 24    |     |

### Eleições presidenciais
| Data | Candidato apoiado        | 1ª Volta                 | 1ª Volta                 | 1ª Volta                 | 2ª Volta                 | 2ª Volta                 | 2ª Volta                 |
| Data | Candidato apoiado        | CI.                      | Votos                    | %                        | CI.                      | Votos                    | %                        |
| ---- | ------------------------ | ------------------------ | ------------------------ | ------------------------ | ------------------------ | ------------------------ | ------------------------ |
| 1986 | Nenhum candidato apoiado | Nenhum candidato apoiado | Nenhum candidato apoiado | Nenhum candidato apoiado | Nenhum candidato apoiado | Nenhum candidato apoiado | Nenhum candidato apoiado |
| 1991 | Carlos Marques           | 4.º                      | 126 581                  | 2,57 / 100,00            |                          |                          |                          |

(fonte: Comissão Nacional de Eleições)